# Higelin en plein Bataclan

Higelin en plein Bataclan est un DVD musical de Jacques Higelin enregistré au Bataclan, réalisé par Thierry Villeneuve

## DVD 1
| No  | Titre                                   | Durée |
| --- | --------------------------------------- | ----- |
| 1.  | Je Veux Cette Fille                     |       |
| 2.  | Ice Dream                               |       |
| 3.  | Tombé du ciel                           |       |
| 4.  | Prise de bec                            |       |
| 5.  | Lettre a la petite amie de l’ennemi N°1 |       |
| 6.  | Denise                                  |       |
| 7.  | Cigarette                               |       |
| 8.  | Crocodail                               |       |
| 9.  | La fille au cœur d’acier                |       |
| 10. | Ici c’est l’Enfer                       |       |
| 11. | Queue de paon                           |       |
| 12. | L’hiver au lit a Liverpool              |       |
| 13. | J’Taime telle                           |       |
| 14. | Champagne                               |       |
| 15. | Tête en l’air                           |       |
| 16. | Pars                                    |       |

## DVD2: Bonus
| No | Titre                                                                  | Durée |
| -- | ---------------------------------------------------------------------- | ----- |
| 1. | Higelin, Baladin Et Bataclan Film Director - Romain Goupil             |       |
| 2. | C'Est Dans La Vallée Film Director - Laurent Hasse, Thierry Villeneuve |       |
| 3. | Cigarette Featuring - Rodolphe Burger                                  |       |
| 4. | Mona Lisa Klaxon - Featuring Izia                                      |       |